# Saint-Clément-Rancoudray
Saint-Clément-Rancoudray és un municipi francès situat al departament de la Manche i a la regió de Normandia. L'any 2007 tenia 535 habitants.

## Demografia

### Població
El 2007 la població de fet de Saint-Clément-Rancoudray era de 535 persones. Hi havia 234 famílies de les quals 68 eren unipersonals (36 homes vivint sols i 32 dones vivint soles), 87 parelles sense fills, 75 parelles amb fills i 4 famílies monoparentals amb fills.
La població ha evolucionat segons el següent gràfic:
Habitants censats

### Habitatges
El 2007 hi havia 294 habitatges, 236 eren l'habitatge principal de la família, 35 eren segones residències i 22 estaven desocupats. Tots els 294 habitatges eren cases. Dels 236 habitatges principals, 182 estaven ocupats pels seus propietaris, 52 estaven llogats i ocupats pels llogaters i 2 estaven cedits a títol gratuït; 5 tenien una cambra, 23 en tenien dues, 42 en tenien tres, 65 en tenien quatre i 102 en tenien cinc o més. 183 habitatges disposaven pel capbaix d'una plaça de pàrquing. A 140 habitatges hi havia un automòbil i a 76 n'hi havia dos o més.

### Piràmide de població
La piràmide de població per edats i sexe el 2009 era:
| Homes | Edats   | Dones |
| ----- | ------- | ----- |
| 0     | 95 o +  | 0     |
| 4     | 90 a 94 | 8     |
| 0     | 85 a 89 | 4     |
| 8     | 80 a 84 | 12    |
| 8     | 75 a 79 | 20    |
| 24    | 70 a 74 | 20    |
| 20    | 65 a 69 | 8     |
| 24    | 60 a 64 | 28    |
| 28    | 55 a 59 | 12    |
| 28    | 50 a 54 | 28    |
| 20    | 45 a 49 | 28    |
| 20    | 40 a 44 | 24    |
| 16    | 35 a 39 | 12    |
| 16    | 30 a 34 | 20    |
| 12    | 25 a 29 | 4     |
| 12    | 20 a 24 | 16    |
| 24    | 15 a 19 | 0     |
| 20    | 10 a 14 | 16    |
| 16    | 5 a 9   | 16    |
| 8     | 0 a 4   | 8     |

## Economia
El 2007 la població en edat de treballar era de 344 persones, 240 eren actives i 104 eren inactives. De les 240 persones actives 226 estaven ocupades (119 homes i 107 dones) i 14 estaven aturades (7 homes i 7 dones). De les 104 persones inactives 53 estaven jubilades, 25 estaven estudiant i 26 estaven classificades com a «altres inactius».

### Ingressos
El 2009 a Saint-Clément-Rancoudray hi havia 232 unitats fiscals que integraven 513 persones, la mediana anual d'ingressos fiscals per persona era de 13.521 €.

### Activitats econòmiques
Dels 13 establiments que hi havia el 2007, 1 era d'una empresa extractiva, 1 d'una empresa alimentària, 1 d'una empresa de fabricació d'altres productes industrials, 5 d'empreses de construcció, 1 d'una empresa de comerç i reparació d'automòbils, 1 d'una empresa d'hostatgeria i restauració, 1 d'una empresa financera, 1 d'una empresa immobiliària i 1 d'una empresa classificada com a «altres activitats de serveis».
Dels 8 establiments de servei als particulars que hi havia el 2009, 1 era un taller de reparació d'automòbils i de material agrícola, 1 paleta, 3 fusteries, 1 electricista, 1 perruqueria i 1 agència immobiliària.
L'únic establiment comercial que hi havia el 2009 era una fleca.
L'any 2000 a Saint-Clément-Rancoudray hi havia 98 explotacions agrícoles que ocupaven un total de 2.400 hectàrees.

## Poblacions més properes
El següent diagrama mostra les poblacions més properes.